# San Pellegrinetto
San Pellegrinetto foi uma comuna italiana nos Alpes da Garfagnana, região histórica da Toscana, província de Lucca. Foi dependente muitos anos da comune de Trassilico, situação em que por um tempo adotou o nome de Alpe di Trassilico até a construção de sua própria paróquia. Quando Trassilico foi incorporada como fração de Gallicano, assim também foi San Pellegrinetto.  Posteriormente, acabou sendo incorporada na comune de Fabbriche di Vergemoli, onde atualmente é uma de suas frações. Sua população atual é de 15 habitantes, sendo uma das comunes históricas italianas que está fadada à extinção, o que aos poucos tenta ser revertido com o plano de "Casas a um Euro", instituída pela comune de Fabbriche di Vergemoli em 2017.

## Etimologia
Anterior à atual denominação do município a cidade teve o nome de Alpe di Trassilico. Assim como todas as cidades montanhosas construídas no cume das montanhas da Garfagnana também foi influenciada pela lenda do Santo Pellegrino delle Alpi que se tornou o padroeiro da cidade. As histórias mostram que ele era o príncipe de um rei escocês durante o final do Império Romano que, apesar de dotado de uma grande fortuna, abandonou tudo e buscou uma existência como eremita em uma caverna nas montanhas da Garfagnana, onde viveu até morrer. Lá seu corpo repousou até que suas relíquias fossem milagrosamente descobertas juntamente com seus restos mortais e o de seu parceiro e discípulo convertido San Bianco, onde ergueu-se o Santuário de San Pellegrino in Alpe.  A principal mudança de nomenclatura insurgiu por parte dos líderes da cidade no ano de 1680 quando decidiram elevar uma Paróquia dedicada a San Pellegrino. Estes líderes eram os descendentes dos devotos de San Pellegrino e Bianco, do escultor Matteo Civitali, que inclusive construiu o túmulo do Santuário dedicado a este santo, e os do ramo da Família Corsi que havia sido responsável pela criação do feudo e quem financiou a construção da Igreja através de um Antonio Corsi que havia sido elevado primeiro marquês da cidade em 1635.   

## Fundação
O primeiro assentamento se deu em uma madrugada do ano de 1400 por pastores de ovelhas. O local, que era dotado de diversas nascentes e pradarias propiciou e facilitou a pecuária, que transformou as locações em pequenas casas residenciais não aglomeradas, separadas por diversos núcleos espalhados nos lugares onde as ovelhas ficavam, trazendo importância econômica para a cidade, o que atraiu, dentre diversos compradores e expansionistas, Antonio Corsi, que ascendeu como primeiro marquês da cidade em 29 de maio de 1635. 

## Brasão, Bandeira e Armas
A cidade passou a adotar o estandarte do marquesado como brasão e o embutiu centralizado em sua bandeira que, por sua vez, era dividida entre as cores Azul Royal e Amarelo Ouro, inspiradas nas cores da própria província da Módena que pertenceram por muitos anos. No brasão, ao centro, uma raposa desenfreada de pelugem esbranquiçada, que segundo Antonio “parecia estar tão coberta de neve que era branca, tal como ficam nossas colinas no inverno” e de “olho azulado que reflete nossas riquezas”.  Acima dela uma coroa com pedras preciosas que ornam a uma cabeça de leão desenfreado em ouro, símbolo primitivo dos Corsi desde Florença. Ao lado esquerdo e direito raposas acinzentadas ou brancas que “observam atentas os perigos” e, abaixo, uma faixa de seda solta onde estão escritos os seguintes dizeres em latim que se traduzem como: “Coloro che Insegnano”, que, em tradução literal, significa “Aqueles que ensinam”, talvez aludindo a profissão de Antonio como membro da corte dos d’Este por tantos anos. 

## Marquesado e História de San Pellegrinetto
Antonio Corsi morava no Palazzo dei Boni na Via dei Pecori em Florença com a esposa e o filho, porém após uma desavença com sua madrasta Laura Corsini acerca dos bens que cerniam a herança de seu pai Jacopo Corsi, teve de se mudar da cidade às pressas.  O sogro de Antonio, Giovanni Boni, era membro da casa real da  Família de’ Medici de longa data, desde que serviu ao Grão-Duque Ferdinando I de’ Medici, ex-cardeal que conhecera em Roma.  Por conta disso, havia diversos contatos, dentre os quais estava a família d’Este, a quem havia prestado serviços como embaixador residente em 23 de junho de 1605 na figura de Cesare d’Este, Duque de Modena e Cunhado do Grão-Duque, a quem atualmente prestava serviços. Quando Cesare d’Este morreu em 11 de dezembro de 1628, coincidiu da necessidade da contratação de novos empregados para o auxílio do filho dele, Alfonso III d’Este, e Giovanni Boni, que já havia prestado serviços para a família, com o auxílio de Ferdinando II de’ Medici, indicou o genro e conseguiu cargo para Antonio dentre a corte da família d’Este, especificamente como camareiro de Alfonso, com um salário de 50 escudos por mês, o equivalente a aproximados R$ 53,146,00 mil reais mensais.  
Antes de deixarem Florença, Antonio vendeu o Palazzo dei Boni para a família Antinori no início do corrente ano de 1629 por apenas 3.200 ducados, que equivalem a aproximados R$ 3.401.504,00 milhões de reais. O valor, abaixo do que condizia com os parâmetros de venda aplicados a outros palácios de família da localidade certamente se deu pela pressa e pelo medo de Antonio que ansiava deixar Florença, sendo tudo que galgou de sua herança. O restante ficou para o irmão Giovanni, que, por sua vez, ascendeu como 2º Marquês de Caiazzo e passou a administrar os bens familiares de Florença.   
Em 12 de fevereiro de 1629 já estava fora de Florença com a esposa Giovanna, que estava grávida do seu segundo filho, momento em que seguiu para a corte da família d’Este na Garfagnana como antes avençado pelo sogro, tornando-se camareiro e grande amigo de Alfonso III d’Este, a quem foi muito apegado. No entanto, o reinado de Alfonso III não durou muito. Ele, que era profundamente apaixonado pela esposa Isabel de Saboia, ficou viúvo em 1626.  Quando o pai morreu em 1628, Alfonso III d’Este tornou-se Duque Soberano de Modena, mas ele já parecia pensar em tomar os votos religiosos e abandonar o título.  Quando Alfonso III abdicou do trono em 22 de julho de 1629 no Castelo de Sassuolo – ou Rocca de Sassuolo – Antonio ainda estava presente em sua corte e lhe servindo. Meses depois, em 08 de setembro desse mesmo ano, Alfonso III entrou na Ordem dos Capuchinhos, vestindo o hábito e mudando de nome para Fra’ Giambattista da’ Modena, ocasião em que Antonio passou a servir o filho de Alfonso III, o Duque de Modena Francesco I d’Este.  
É neste momento que um grande apogeu se intensifica e uma série de melhorias começam a ser demandadas por Ferdinando II d’Asburgo, imperador do Sacro Império Romano-Germânico, nos castelos presentes e existentes na Módena, como preparação e consequência da guerra dos trinta anos, mas também pela intensificação de lutas fronteiriças contra a República de Lucca. Dentre estes castelos, um em especial nos interessa, o Castelo de Trassilico – ou Rocca di Trassilico – que se localizava no município de Gallicano, em uma colina a 720 metros acima do nível do mar, logo atrás do Alpe Apuane, e que se encontrava em avançado estado de decadência desde o final do século XV.  Em 1524 Ludovico Ariosto, comissário da Estesis em Garfagnana, denunciou o mau estado da guarnição em carta ao Duque d’Este Alfonso I, que nada fez. No início do século XVII, quando a Guerra dos Trinta Anos e as lutas pela definição da fronteira com a República de Lucca se iniciaram, foram necessárias restaurações em diversos Castelos, e Rocca de Trassilico se incluiu nesta lista. No entanto, mesmo ordenado pelo Imperador, Francesco I d’Este tinha tantos problemas que a reforma dos Castelos não parecia conseguir se concretizar.  
Logo em 1630, Francesco I enfrentou a terrível epidemia de peste que infectou 70% da população de Modena. Toda sua família e corte foram infectados, incluindo nesta lista Antonio Corsi e sua família. Porém, no entanto, como a doença havia chegado mais tarde a esta localidade, havia sido menos virulenta, e a maioria das pessoas que a contraíram sobreviveram. No intercurso de 1631, com o fim da epidemia, Francisco I d’Este passou então a focar em suas reformas, e foi quando Antonio, que tinha um grande aporte disponível da venda do Palazzo dei Boni, se ofereceu para financiar a reforma de Rocca de Trassilico pela família d’Este em troca da concessão de um título de Marquês que tanto almejava.  
Francesco I, que tinha admiração por Antonio – que era seu camareiro – e pela família dele que já habitava com a corte do castelo por alguns anos, e convivia com a família d’Este, achou uma boa ideia, e, enquanto mandou Antonio, que era de confiança, para liderar as reformas em Trassilico como Podestà em 4 de março de 1631, pôde concentrar suas forças na reconstrução das ruínas do antigo Castelo de Fiorano, que se concretizaria em 1634 com um projeto do arquiteto Bartolomeo Avanzini, que transformou o lugar no Santuário da Beata Virgine del Castello. 
Já em Trassilico, nasce o terceiro filho de Antonio e Giovanna Boni em 08 de julho de 1631, e, com filhos tão pequenos, lhe parece propício viver na região durante à reforma, ocasião em que adquire também na localidade muitas propriedades voltadas para a ovinocultura (criação de ovelhas). Inquestionavelmente, Trassilico era realmente rica: haviam inúmeras jazidas minerais que poderiam ser usadas para fornecer componentes para armamentos, grandes cursos de água que forneciam fonte de energia para várias oficinas de moagem de farinha e castanha, além de terra fértil para criação de animais e pastagem. Lá Antonio ficou e fez morada até a finalização das obras em 12 de fevereiro de 1635, ocasião em que informou Francesco I d’Este que as reformas estavam concluídas:

“Digníssimo Senhor Duque soberano de Modena, estimado e querido Francesco, confirmo que no corrente dia pouco antes da caída do sol concluímos a reconstrução das novas paredes e tornamos o castelo mais seguro como uma fortaleza. Confirmo os gastos como equivalentes a 2.700 que despendi do próprio bolso em honra de seu nome e de sua casa, a quem sempre e com muita honra amei e servirei. Aguardo na torre onde espero novos direcionamentos.” – Antonio Corsi

A carta que pode ser encontrada nos arquivos históricos da família d’Este indicam que, muito embora Antonio tivesse comprando propriedades na região, ele habitava o Castelo onde servia como Podestà desde 1631. Pouco depois, em 29 de maio de 1635, sob o intermédio do Duque Francesco I da Modena, este conseguiu que Antonio fosse declarado Marquês de San Pellegrinetto por Ferdinando II d’Asburgo do Sacro Império Romano-Germânico e Antonio buscou o documento assinado por ambos na metade de junho, que foi entregue pelo próprio Francesco, ocasião em que foi celebrado neste dia um grande banquete, que também aparecem nos registros dos d’Este. Isto evidência um grande carinho para com Antonio, que cuidou por tantos anos da família. Ao retornar para Trassilico, Antonio continuou servindo como Podestà da cidade, situação em que, em nome de Francesco I, investiu na criação de um convento com aporte da família d’Este em Castelnuovo di Garfagnana, uma cidade vizinha de onde servia como Podestà. Antonio supervisiona sua construção até a conclusão, que se dá por volta de 1639. Pouco depois, Alfonso III – de quem Antonio também foi camareiro quando Duque e hoje era um frade – fica doente e é transferido para este convento, ficando sob a observância constante de Antonio e sua família, que começa a frequentar constantemente o local. 
Alfonso III falece em 1644 e pouco depois, em 1646, Antonio encerra suas atividades como Podestà de Trassilico e se dirige para San Pellegrinetto, localidade que tinha propriedades e de onde ascendeu como Marquês. Lá ele tem a última de suas filhas, Giulia, que nasce em 20 de maio de 1650. Pouco depois Francesco I d’Este falece em 14 de outubro de 1658 e Antonio comparece ao seu cortejo. Vale ressaltar que nesta época Antonio já estava com 67 anos e era um idoso, mas conhecia o sucessor de Francesco, Alfonso IV d’Este desde o seu nascimento, ocasião em que também o ajudou em seu curto reinado, que durou até sua morte em 16 de junho de 1662. 
Paulatinamente afastando-se da corte dos Este, Antonio passou então a focar em sua vila, que também precisava de muitos reparos. Ela era constituída de muitas famílias, mas também haviam algumas nobres, tais como os Benelli, Mancini, Battaglia, Magri e Rossini, que eram remotamente de Florença no passado, tal como Antonio, e de histórico igualmente nobre. Foram os Corsi, juntamente com essas ditas famílias, mas essencialmente na figura de Antonio, que em 1680 construíram a igreja da cidade de San Pellegrinetto e outras estruturas cruciais para a expansão da cidade, como uma sala de arquivo localizada à esquerda da paróquia e um cemitério centralizado próximo a ela, onde talvez Antonio já idealizasse ser enterrado no futuro.  É, também nesta época, que alguns dos livros de batismo da cidade são inaugurados e param de ser subscritos nas paróquias vizinhas como em Trassilico, Gallicano e Campolemisi, de quem San Pellegrinetto parecia ser dependente quando foi fundada no século XIV. 
Vale ressaltar ainda que antes da concessão do Marquesado a cidade foi também nomeada Alpe de Trassilico, e que, quando Trassilico foi incorporada como fração de Gallicano, assim também foi San Pellegrinetto. É neste cerne que Antonio falece em 16 de junho de 1692 aos 100 anos, e sua esposa Giovanna Boni logo depois, em 13 de dezembro de 1693 aos 89. Ele é sepultado na recém erguida paróquia da cidade, San Pellegrino, sendo Antonio um de seus primeiros sepultamentos, sendo sucedido em seguida pelos quatro filhos: Maria, Antonio, Giulia e Giovanni, ascendendo este último como 2º Marquês de San Pellegrinetto com a morte do pai. 
Como Antonio teve uma vida extremamente longa, quando seu filho Giovanni assumiu posição de liderança na cidade já era velho e tinha 66 anos. Ele, que já não habitava San Pellegrinetto, pois em 1679 apareceu entre um dos maiores investidores de terra da cidade de Stazzema, retornou para a cidade após a morte do pai, ocasião em que foi recebido por seus irmãos que lá haviam constituído família, Giulia e Antonio. Este último havia se casado com Domenica de Ignazio Benelli, tendo com ela quatro filhos, Filippa, que não se casou, nascida em 04 de março de 1677 e falecida em 08 de junho de 1744, Giovanna nascida em 17 de setembro de 1683, Giovanni Antonio nascido em 26 de novembro de 1687 e uma Domenica, nascida em 14 de junho de 1680 e que havia se casado com Stefano de Iacopo Pelletti. A outra irmã de Giovanni, Giulia, por sua vez, havia se casado em 1679 com Giovanni de Stefano Rossini, segunda família mais proeminente e rica de San Pellegrinetto, da qual descendentes se tornam aqueles que entram em conflito com os Corsi gerações à frente pela soberania da vila. 
O dito Giovanni, por sua vez, casou com Pellegrina de Sante Magri em 15 de setembro de 1664, tendo com ela uma extensa prole: o primogênito e destinado a sucedê-lo Antonio, nascido em 15 de fevereiro de 1668, Giulia, nascida em 27 de setembro de 1671, Filippo, nascido em 04 de abril de 1673, Paolo, nascido em 13 de abril de 1675, Maria, nascida em 08 de dezembro de 1677, Giovanni Sante, nascido em 03 de maio de 1679 e por fim Giovanna, nascida em 28 de abril de 1681. Após sua ascensão como Marquês em 1692, em 1694 Giovanni ampliou a construção de casas na vila utilizando-se da pedra e madeira, focando essencialmente no recrutamento de novas famílias para a expansão da região, o que atraiu alguns ramos dos Baldi, Battaglia, Benelli, Celeri, Frati, Galanti, Pelletti e Pierotti, que elencam como aceitos nesta época para a prática da ovinocultura nas terras que lhe foram cedidas próximas à Via alla Fontana. 
Como já era muito velho, não conseguiu fazer qualquer outra coisa antes de sua morte, que se deu em 11 de março de 1701 aos 75 anos. Dos filhos de Giovanni, a única linhagem que se têm conhecimento é aquela de seu filho primogênito, Antonio, que ascendeu como 3º Marquês de San Pellegrinetto após a morte do pai. Este dito, que assume a liderança da vila com 33 anos, ainda jovem, continua aquele trabalho iniciado pelo pai de popular o lugar. Destinado que foi desde o nascimento ao cargo de extrema responsabilidade, casou em 17 de novembro de 1697 com Giovanna de Giovanni da nobre família Pisana chamada Battaglia, que recentemente, com os incentivos do pai de Antonio, havia sido atraída em 1694 para San Pellegrinetto para a prática da ovinocultura e exploração de minerais. Foi através de Antonio que a vila passou a exercer influência na região e tornou-se notável, pois ampliou a antes pequena comunidade para as regiões chamadas de Vetriceto e Ruderi di Vispereglia, hoje famosas por serem cidades fantasmas. Além disso, Antonio também construiu um grande conglomerado de estruturas e novas casas em Monte Tre, mais próximas ao rio corrente de Gallicano. Foi conhecido também como grande investidor e viajante, mantendo contatos comerciais e posses em diversas cidades da Toscana, como em Pietrasanta, Lucca e Florença, onde encomendou uma pintura sua à Cristofano Allori em 1694, filho do pintor Alessandro Allori, e neto do famoso pintor de mesmo nome, Cristofano Allori, de quem a família encomendava pinturas desde pelo menos o início século XVII. 
Assim como o pai, teve grande descendência, na figura dos filhos Giovanni, primogênito, nascido em 18 de fevereiro de 1699, destinado a herdá-lo, Giulia, nascida em 24 de março de 1700 e falecida em 25 de janeiro de 1771, casada que foi com Luca de Matteo dos Mancini de Florença, Pellegrina, nascida em 27 de dezembro de 1702 e falecida em 23 de novembro de 1765, Anna Maria, nascida em 13 de dezembro de 1707, Luigi, nascido em 17 de setembro de 1709, Caterina, nascida em 24 de julho de 1712 e Stefano, nascido em 11 de agosto de 1705, casado que foi com Maria Maddalena de Andrea Barsanti em 1742, de onde insurgiu também seu próprio ramo, que é aquele que desagua anos mais tarde nos imigrantes dos EUA e que se torna o ramo conhecido como “Corsi de Wyoming”. 
Em 1725, Antonio é procurado por sua tia Giulia Corsi, que ainda estava viva com 75 anos e almejava casar sua filha caçula Maria Maddalena Rossini, nascida em 20 de dezembro de 1703, com o primogênito dele, Giovanni Corsi, nascido em 18 de fevereiro de 1699. Eram, portanto, primos de primeiro-grau, e, muito embora parecesse um casamento promissor as vistas da cidade, que reuniria em matrimônio as duas maiores famílias de San Pellegrinetto, a proposta feita por Giulia certamente beneficiava mais a família Rossini que os Corsi e levou dois anos de análise até que se concretizasse em um matrimônio dois anos depois. Senão vejamos, enquanto os Corsi aventuraram-se nas aquisições de obras de arte e propriedades em outras regiões e cidades, focando na expansão das riquezas que voltavam para San Pellegrinetto indiretamente com o alastramento de seu prestígio, a família Rossini focou na aquisição e no alargamento de suas propriedades dedicadas à pecuária na própria cidade, além da construção de diversas casas familiares. Os Rossini eram, portanto, neste certame, mais numerosos, populares e influentes, e contavam com mais empregados que os Corsi, trazendo uma riqueza imediata para os habitantes. Além disso, usufruíam legitimamente do sangue Corsi, o que aproximava seu interesse pelo Marquesado e liderança da cidade, que no fundo almejavam e planejavam possuir. Todos estes pontos de aflição foram elencados diversas vezes por Antonio em suas cartas, que destacava e comparava sempre sua riqueza com aquela família Rossini. 
No entanto, a relutância não resistiu à pressão exercida por todos esses fatores, que culminaram no casamento dos primos Giovanni e Maria Maddalena em 17 de agosto de 1727. Pouco depois faleceu a tia de Antonio, Giulia, em 02 de maio de 1732 aos 81 anos, sendo este matrimônio o maior de seus feitos. Vale ressaltar, ainda, que nesta época a cidade já havia crescido em número expressivo de pessoas e não era mais uma vila, tendo própria economia e substancialidade. Isso somou ao fato de que Antonio teve de financiar do próprio bolso uma cara reforma da igreja de San Pellegrino que visava sua necessária expansão justamente para comportar e suportar a crescente demanda. É nesta época que nascem os novos bairros de Gallatoio e Col di Luco. Com a morte de Antonio em 02 de maio de 1744 aos 76 anos, o sucede seu filho, nomeado 4º Marquês, Giovanni II de San Pellegrinetto, aquele que foi casado com Maria Maddalena Rossini. Este Giovanni, no entanto, falece apenas dois anos depois, em 25 de maio de 1746 aos 47 anos, período em que se inicia a regência da família Rossini através da viúva Maria Maddalena, isto porque seus três filhos ainda eram muito jovens. 
Na ocasião da morte, o mais velho Marco, nascido em 27 de maio de 1728, tinha apenas 18 anos, seguido de Jacopo, nascido em 1730, com 16, e do filho mais novo Andrea, nascido em 1735 com 11. Sob a administração dos bens familiares dos filhos, Maria Maddalena foi a responsável por de 1747 a 1749 desfazer-se de obras de arte e bens familiares que foram vendidos à preços ínfimos ao irmão dela, Stefano Rossini, e depois revendidos por ele, conforme consta no livro de administração da família. Muito embora a criação dos filhos de Giovanni se deu no seio familiar dos Rossini, os jovens Corsi ainda conviviam com o tio Stefano Corsi, que severamente acusava a família Rossini de se apropriar e destruir o patrimônio familiar. Dentre outras razões válidas, os argumentos de Stefano foram inflamados pela venda em 1748 de uma das fazendas mais antigas de ovelhas da família Corsi em San Pellegrinetto a outro irmão de Maria Maddalena, Giovanni Rossini, por um valor 45% menor que o esperado.  A constante rivalidade acabou refletida também nos filhos, visto que enquanto Marco e Andrea eram claramente partidários das opiniões deste tio, o filho Jacopo se inclinava, conformado, aos Rossini. Quando Marco passou de fato a administrar os bens familiares restantes em 1753 aos 25 anos, e a ascender de fato como 5º Marquês da cidade, fez de primeira feita expulsar dois irmãos da mãe, Antonio e Felice Rossini, que residiam em um imóvel da família sem pagar aluguel e colocou para viver ali o tio Stefano Corsi, que constituiu família. 
Como boa parte dos bens locais lucrativos da família haviam sido vendidos aos Rossini, Marco focou em expandir seus investimentos nas propriedades restantes em outras cidades, como na região de San Martino em Pietrasanta e em Pruno na cidade de Stazzema, tornando esta última em uma promissora e lucrativa fazenda de agricultura, qual recursos revendia a Pietrasanta. Provavelmente em represália aos atos cometidos contra a família Rossini, o irmão mais novo de Marco, Andrea, que ratificava os comportamentos do irmão e os incentivava, foi encontrado morto em 02 de novembro de 1757 aos 22 anos após um desentendimento com um desconhecido, o que reacendeu uma chama de intriga entre os familiares. O tio de Andrea, Stefano Corsi, e algumas testemunhas como Matteo di Luca Mancini, acusaram Felice Rossini como autor do homicídio, que, em contrapartida, foi negado pelo mesmo, seus familiares e pela própria mãe de Andrea, Maria Maddalena Rossini. Sem qualquer prova de materialidade e autoria além das conflitantes declarações testemunhais, o algoz de Andrea restou livre, mas foi a faísca para uma verdadeira guerra que se iniciou entre as duas famílias, que passaram a se boicotar. Em 17 de novembro de 1762, Marco casou com Pellegrina de Girolamo Bertone, e em 1769, sob influência da mãe Maria Maddalena, seu irmão Jacopo casou com Maria Angiola de Stefano Rossini, sua prima de primeiro-grau. Como Marco parecia relutante em ceder às demandas dos Rossini, que se tornavam cada vez mais crescentes, estes viram oportunidade em perpetuar sua influência através do outro filho, que parecia inclinar-se desde pequeno a eles. Foi certamente influenciado que Jacopo promoveu uma ação infrutífera contra o próprio irmão Marco acerca de alguns imóveis supostamente não partilhados no Tribunal de Lucca em 1771. 

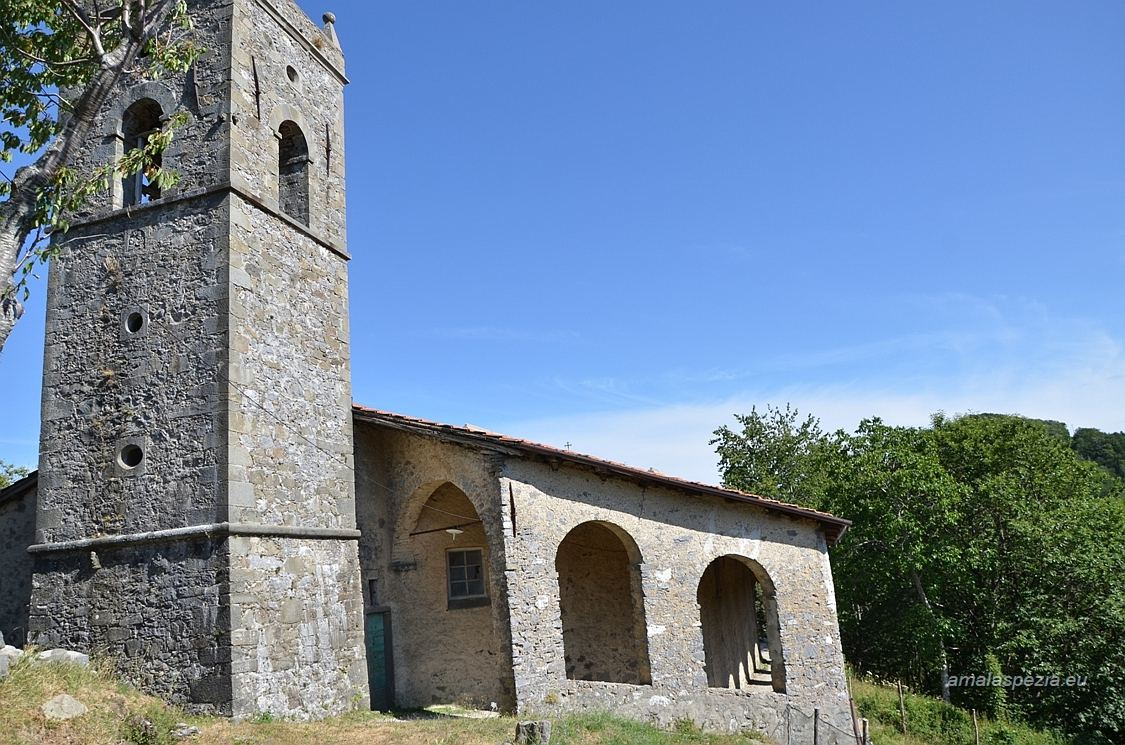
A Chiesa de San Pellegrino nos dias atuais permanece com a torre do sino que fora financiada pelo Marquês Marco Corsi e construída em 1786

Persistente como líder da cidade de San Pellegrinetto, Marco ainda dobrou nela financiamento, adicionando uma fonte de batismo à paróquia em 1772 e uma torre do sino na parte posterior da Igreja em 1786. Em 16 de outubro de 1782 Maria Maddalena Rossini falece aos 78 anos. A guerra entre os Corsi e os Rossini continuaram acerca dos bens familiares até a morte de Jacopo Corsi em 04 de janeiro 1804 aos 74 anos, isto porque teve apenas uma filha mulher, nomeada Maria Giovanna, que havia se casado com Marcantonio de Marco Magri. Com a morte de Jacopo os bens tornaram ao irmão Marco, e se sanou os litígios acerca dos mesmos. Marco, por sua vez, teve muitos filhos com Pellegrina Bertone: Maria Domenica, nascida em 17 de junho de 1763, o primogênito e sucessor  Giovanni, nascido em 03 de maio de 1765, Francesco Antonio, nascido em 1770, casado com Maria Agostina de Luigi Benelli e falecido em 02 de junho de 1850, qual prole fica posteriormente conhecida como “Corsi da California” nos EUA,  Jacopo Andrea nascido em 16 de junho de 1771, Antonio, nascido em 1778, casado com Rosa de Antonio Cinquini, falecido em 18 de maio de 1857, de extensa prole que fica conhecida, posteriormente, como “Corsi de Idaho” dos EUA, Domenico Antonio, nascido em 09 de outubro de 1778, casado com Maria Giovanna de Jacopo Pelletti, falecido em 18 de maio de 1857, qual linhagem é extensa e se torna a última que permanece em San Pellegrinetto após a imigração da família para outras localidades, Maria Anna, nascida em 06 de junho de 1781, casada com Tommaso de Luigi Benelli e falecida em 08 de março de 1844, Giovanni Pellegrino, nascido em 09 de outubro de 1783, casado em primeiras núpcias com Maria Lucia de Giovanni Pietro Magri e de segundas núpcias com Maria Violante de Stefano Pelletti, qual linhagem se encerra na morte de uma Maria Giovanna Cunegonda Corsi em 19 de julho de 1951 em San Pellegrinetto, e, a última filha, Maria Annunziata, nascida em 22 de maio de 1786, casada que foi com Jacopo de Stefano Pelletti. 
Após uma jornada de resiliência, Marco falece em 18 de novembro de 1817 aos 89 anos e é sepultado na paróquia de San Pellegrino. Com a morte de Marco, seu filho primogênito se torna Giovanni III, 6º Marquês de San Pellegrinetto. Quando Giovanni ascendeu como Marquês, inclusive, já havia constituído prole e estava viúvo da mulher de primeiras núpcias, Maria Domenica Fini, qual havia se casado em 18 de março de 1788 e enviuvado em 1815. Como representante da cidade, Giovanni seguiu os passos do pai e buscou expandir as relações e o comércio de San Pellegrinetto. No entanto, diferente de Marco, talvez por não se sentir mais seguro na localidade, mudou-se para Seravezza, e, posteriormente, para as propriedades em Pietrasanta que estavam na família desde o século XVII. 
Em Pietrasanta expandiu recursos com comércio, principalmente de animais, e expandiu a fazenda de Pruno, em Stazzema, que estava dedicada a agricultura, tendo revertido boa parte destes investimentos para o desenvolvimento de San Pellegrinetto. Em 04 de abril de 1837, já em idade avançada, Giovanni se casou novamente aos 71 anos com uma mulher 28 anos mais nova chamada Elisabetta Donatini na Paróquia de San Michele Arcangelo, no povoado de Farnocchia, em Stazzema. Poucos anos depois, em 11 de outubro de 1843, Giovanni e a mulher Elisabetta são assassinados por aparente envenenamento, e recebem grandes homenagens da Pieve de Santa Maria Assunta em Stazzema, quais eram benfeitores e financiadores e onde são sepultados em honras. A morte impactou tremendamente à família, visto que, precedida por guerras familiares e intrigas, reacendeu a chama de que talvez pudessem novamente estar sofrendo represálias, ainda que fossem de parentes distantes daqueles Rossini que ainda habitavam San Pellegrinetto. Giovanni III foi sucedido pelos seus cinco filhos: Maria Annunziata, nascida em 08 de março de 1790, casada com Giovanni da família Guidi de Florença em 09 de feveiro de 1809, Maria Lucidora, nascida em 08 de julho de 1809, Luigi, nascido em 1803, casado que foi com Maria Oliva Vezzoni, com prole, Giuseppe Rinaldo, casado em 31 de março de 1839 com Giovanna de Lorenzo Instaschi (?), com prole, e o primogênito, que ascendeu como 7º Marquês de San Pellegrinetto, Arcangiolo, nascido em 10 de junho de 1795. Este último foi o responsável por desfazer de boa parte dos bens familiares que circundavam a cidade de San Pellegrinetto, dentre as quais estavam a fazenda em Pruno, próxima a Stazzema, acumulando bastante dinheiro líquido disponível, qual Arcangiolo focou na concessão de empréstimos para antigos patrícios Florentinos atuando na arte do câmbio, como uma espécie de bancário. 
Após o ramo principal da família Corsi deixar definitivamente San Pellegrinetto, a cidade passou então a ser administrada exclusivamente pelo clero da igreja de San Pellegrino, mas passou dificuldades, porque não havia mais o suporte econômico dos Corsi – e seus apoiadores – que financiavam reformas e a construção de novas casas, o que iniciou em San Pellegrinetto um recesso do qual nunca se recuperou. De todos os imóveis mais antigos, Arcangiolo morou no único que restou, naquele antigo localizado próximo a paróquia de San Martino em Pietrasanta, que estava no ramo familiar desde muitas gerações passadas. Ele se casou em 15 de setembro de 1819 aos 24 anos com Giuditta de Jacopo Pancetti na Paróquia de San Salvatore em Pietrasanta. Três anos depois, em 1822, enquanto estava em Florença a negócios, Arcangiolo comissionou uma pintura ao pintor Jean-Auguste Dominique Ingres, que a entregou no início de 1823.  Arcangiolo, que se reintegrava novamente na cidade de seus ancestrais, passou a manter contato com um ramo cadete qual partilhava sangue, que também eram marqueses, mas da cidade de Caiazzo e, recentemente de Montepescali, qual título havia sido concedido pelo Grão-Duque  Ferdinando III d’Asburgo-Lorena em 1819 na figura de um Amerigo Corsi, que era cavalheiro de Malta. Permaneceu em contato com estes cadetes até pelo menos o final da década de 1830, ocasião em que em 25 de novembro de 1837 comprou um dos títulos, o Marquesado de Caiazzo, por 65.000 mil ducados – Aproximadamente R$ 69.093.050 milhões de reais – de Francesco e o pai dele Amerigo. 
Dali em diante o Marquês Arcangiolo, que já era o 7º de San Pellegrinetto, passou a ser, também, o 10º de Caiazzo. A compra, no entanto, não me parece ter sido vantajosa senão pelo próprio ego familiar, visto que ambos os ramos familiares lutaram por este mesmo título no início do século XVII, ocasião em que o ramo de Arcangiolo havia sido a princípio derrotado. Efetivamente, Arcangiolo não mostrou cautela ao efetuar a compra, visto que utilizou boa parte da renda disponível que usava para seus empréstimos, o que não lhe parecia promissor no incurso de um imprevisto, o que com efeito lhe atingiu. Em 1844 Arcangiolo foi declarado falido aos 49 anos, e cumulou algumas ações de penhora. Os filhos dele, inclusive, passaram a alistar-se como Colonos dois anos depois, com o advento da grande diáspora italiana. Este fenômeno, iniciado no início do século XIX, tomou força ainda maior em suas décadas finais, impulsionados principalmente pela pobreza que se alastrava por toda Itália. Os Corsi, que recentemente haviam falido, viram na emigração uma oportunidade de recomeço e de construção de um novo Império, já que, naquele momento, seus títulos careciam de compradores. No entanto, até mesmo para mudar de país as coisas pareciam complicadas, e muito embora estivessem alistados, necessitaram de aguardar convocação para que de fato pudessem partir. Arcangiolo não viveu o suficiente para ver esta partida, pois faleceu em 08 de julho de 1879 na cidade de Pietrasanta aos 84 anos, onde foi sepultado. Ele foi sucedido pelos seus cinco filhos: Jacopo, nascido em 1822 e falecido em tenra idade, Maria Assunta, nascida em 1825, Stella, nascida em 1832, Giuseppe, nascido em 1836, e o que lhe sucedeu, Angiolo, nascido em 22 de abril de 1828 e batizado na Paróquia de San Stefano em Vallechia, Pietrasanta, 8º Marquês de San Pellegrinetto e 11º Marquês de Caiazzo.  

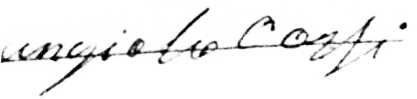
A assinatura do Marquês Angiolo Corsi

Angiolo presenciou o início do declínio familiar quando ainda era jovem, com a falência do pai em 1844 quando tinha apenas 16 anos. Três anos depois foi alistado em 1447 junto com a família como Colono, e, para talvez benefício dos requisitos imigratórios, que privilegiavam famílias em detrimento de indivíduos, se casou muito jovem, aos dezoito anos, com Maria Carolina de Antonio Giovannini em 24 de janeiro de 1847 na Paróquia de San Salvatore em Pietrasanta. Muito embora o casamento antecipado fosse feito no prelúdio de uma invitação, ela nunca aconteceu, não ao menos na geração de Angiolo. O jovem passou, então, a frequentar ciclos de música e arte em Florença, qual parecia fascinar-se e onde se destacou por sua beleza e seu talento.  Inúmeros pintores usaram Angiolo em seus rascunhos para o aprimoramento de suas pinturas, dentre as quais aquela feita em 1862 por Giovanni Boldini, que se tornou um grande amigo de Angiolo.  
Ele passou tanto tempo em Florença, que lá residiu algum tempo, e dos seus filhos, ao menos dois se casaram com mulheres qual antecessores também remetiam a cidade. Angiolo teve seis filhos ao longo de sua vida boêmia – cinco que sobreviveram a infância – mas todos com a mesma mulher, a esposa com quem casara aos dezoito anos. Foram eles um Oreste, que se casou com Francesca da família Tommasi de Florença em 10 de março de 1873. Jacopo, nascido em 24 de março de 1854, casado em primeiras núpcias em 08 de agosto de 1895 com Amalia de Ercole Santini e em segundas com Ersilia Evangelisti em 10 de julho de 1876, com ambas as mulheres teve prole, dentre as quais se destaca a descendência do filho Arturo, da segunda esposa, que imigra para a capital de São Paulo no Brasil e qual descendentes lá estabelecem uma marmoraria. Giuseppe, que se casa em 11 de fevereiro de 1877 com Amalia Evangelisti, com prole exclusivamente feminina. Lorenzo, que se casa com Ester Carabella em 13 de março de 1886. O homem caçula, destinado a suceder o pai, chamado Pietro, nasce em 01 de maio de 1862 e é batizado na Paróquia de San Stefano em Vallechia, na cidade de Pietrasanta. Por fim, a última filha, Alduina, falecida aos onze anos em 07 de fevereiro de 1876.  
É Angiolo que em 1882 aos 54 anos, com larga prole masculina, muda as regras de herança do Marquesado, que antes era uma primogenitura agnática, para uma ultimogenitura agnática. A tentativa de Angiolo era claramente beneficiar o filho mais novo em detrimento dos demais, mas não porque o amou mais, visto que, entusiasta como Colono que foi ao longo da vida, queria preparar terreno para que suas ambições e do seu falecido pai Arcangiolo se concretizassem ainda que através das próximas gerações. Como os filhos mais velhos dele Oreste, Jacopo e Giuseppe já estavam casados, com filhos, e haviam perdido o interesse em emigrar, a saída de Angiolo foi repousar as esperanças nos mais novos, Lorenzo e Pietro. Lorenzo, como vimos se casa pouco depois, em 13 de março de 1886, e, Pietro, no entanto, persiste nos ideais do pai e do avô. Ele se casa em 08 de dezembro de 1885 com Teresa de Vincenzo da família Graziani, remotamente de Florença, na cidade de Pietrasanta. Em 1890, Pietro que já era pai de quatro crianças e estava a caminho da quinta com a esposa grávida, recebeu, finalmente, a autorização e o convite a emigrar onde seriam recepcionados em uma Fazenda chamada Emboaba, na cidade de Ribeirão Preto, interior do estado de São Paulo no Brasil. O pai dele, Angiolo, ainda estava vivo com 62 anos e pôde presenciar a concretização de suas ambições em vida. 
Foi então que iniciaram os preparativos. Pietro que já tinha seus próprios imóveis, vendeu todos, e, quando o pai dele, Angiolo, faleceu no ano seguinte em 05 de outubro de 1891 na cidade de Pietrasanta, pleiteou uma autorização para que pudesse adiar um pouco mais a partida, o que lhe foi concedido. Em 1894 Pietro foi presenteado com uma pintura por Giovanni Boldini – que era amigo antigo da família – em comemoração à sua partida próxima, mas, também, em homenagem à memória e ao cumprimento dos desejos de seu pai Angiolo, que foi muito querido por ele.   Após a sepultura de Angiolo e sua ascensão como 9º Marquês de San Pellegrinetto e 12º de Caiazzo, no início de 1896 partiu para Gênova com a família, de onde partiria o navio ao destino final. A mulher dele, Teresa, estava grávida e ele já era pai de seis, todos crianças nascidas em Pietrasanta.  Foram eles Stella, nascida em 1885, Iole nascida em 01 de setembro de 1886, Enrico, nascido em 11 de novembro de 1887, Pilade, nascido em 28 de agosto de 1889 e destinado a sucedê-lo, Irma, nascida em 1891, Manlio, nascido em 22 de julho de 1892 e a última, que estava a caminho no incurso da viagem e que viria a nascer com vida, Olga, em junho de 1896, a única a nascer na cidade de Genova. Pietro, sua esposa e seus filhos ficaram hospedados em um hotel em Genova até que pudessem partir. Eles embarcaram por volta de julho ou agosto de 1896 no Vapor Assiduità, e no caminho da tribulada viagem, a esposa Teresa tentava recuperar-se do recente trabalho de parto.  Chegaram ao Brasil em 11 de setembro de 1896, exatamente no porto da cidade de Santos, litoral de São Paulo, situação em que repousaram por alguns dias na Hospedaria dos Imigrantes na capital de São Paulo, onde constam seu registro de estadia, até que pudessem seguir viagem ao seu destino final. 
O estado de saúde de Teresa, no entanto, não parecia lograr melhora e permanecia doente. Ainda no final de 1896, chegaram à cidade de Ribeirão Preto, onde foram recepcionados na Fazenda Emboaba por João Emboaba da Costa. A esposa de Pietro, Teresa, falece em 11 de fevereiro de 1899 aos 37 anos. Na ocasião da morte a filha mais velha tinha quatorze e a mais nova pouco menos de três anos, e foram todos criados por Pietro, que recusou a casar-se novamente e, desde então, os criou sozinho. Sob a orientação do dito João Emboaba da Costa, que ainda hospedava Pietro e a família, e que parece por eles ter se afeiçoado talvez pela tragédia que os acometeu, inscreveu Pietro no Partido Republicano Paulista (PRP) da cidade de Ribeirão Preto em 1898, onde Pietro passou naquele tempo a se dedicar ao domínio da língua local e a adaptar-se a cultura. Aos poucos galgou seu espaço dentro do partido, sendo um dos poucos italianos da cidade a galgarem tal privilégio. Ele aparece, inclusive, em uma fotografia tirada com os líderes do partido. 

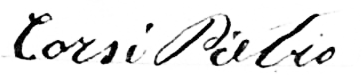
A assinatura do Marquês Pietro Corsi

Um dos feitos de Pietro, que aparece sempre ao lado deste dito João Emboaba da Costa, foi integrar a comissão de novembro de 1900 na casa do Coronel Schmidt, encarregadas de reconstruir a igreja matriz de São Sebastião, que havia ruído pouco antes da chegada de Pietro na cidade. Concluída ao que parece em 21 de março de 1909, Pietro já aparece nela filiado, visto que o registro de casamento de seus filhos passa a constar logo em seguida da inauguração em seus primeiros livros de registro. Uma das filhas de Pietro, Irma, se casou em 17 de fevereiro de 1912 na supracitada Paróquia com o italiano Mario Rinaldini de Arezzo, um dos investidores e gerentes da Companhia Mogiana de Estradas de Ferro, assim como casou Olga em 11 de fevereiro de 1915 com Nazzareno Matricardi, outro investidor. Ambas acompanharam os maridos em suas verdadeiras procissões pelo trabalho, e não residiram em Ribeirão Preto, Olga, inclusive, pôde ser encontrada em diversas cidades onde teve seus filhos: Guariba, Guarantã e Promissão. O ramo mais promissor desta Olga, no entanto, parece ter se estabelecido em Santo André após tantas idas e vindas.  Iole, a segunda filha mais velha de Pietro em linha, se casou com Hermenegildo Marinho antes que os livros de registros fossem inaugurados na Matriz. Ademais, todos os filhos se casam nesta dita paróquia, com a exceção do homem mais velho, Enrico, que se casa em 14 de outubro de 1911 na Paróquia de Bonfim Paulista com Florinda de Bonaventura Amici, e que logo mudam para São Paulo. Dos três filhos homens de Pietro, do mais novo Manlio não se têm notícias e é provável que faleceu durante a infância, ao mesmo que se aplica a filha mais velha Stella. O mais velho Enrico mudou-se para São Paulo com a esposa Florinda, onde seus descendentes viveram no Bairro do Bexiga e onde pareceu filiar-se ao clube de futebol Palestra Italia.  O único que restou em Ribeirão Preto, por tanto, foi Pilade, que ficou destinado a suceder o pai quando falecesse. 
Pilade, que nasceu em 28 de agosto de 1889, se casou em 10 de outubro de 1913 na Matriz de São Sebastião – assim como a maioria de seus irmãos – com Maria de Paschoal Antonio Cella. Ele foi criado pelo pai, mas também por João Emboaba da Costa, que foi afeiçoado por todas as crianças desde muito pequenas. Juntamente com o Pai Pietro e este João Emboaba, participou da comitiva que recebeu o Rei da Bélgica, Alberto I, na cidade de Ribeirão Preto em 15 de outubro de 1920, herói da Guerra de 1914 (1ª. Guerra Mundial). Ele permaneceu por três dias na Fazenda Guatapará e havia chegado no dia 08 de outubro de 1920. No dia 10 de outubro o Rei visitou a cidade de Ribeirão Preto, quando percorreu vários pontos da cidade: campo do Comercial Futebol Clube onde assistiu uma partida entre o Comercial e o Juventus, e o Hotel Central – local hoje onde está o Teatro Pedro II – onde houve para ele uma breve recepção, que discursou o Prefeito João Guião. Uma das fotos da ocasião tiradas para o álbum de João Emboaba da Costa foi doada para a prefeitura de Ribeirão Preto, e, em outra, Pilade, que estava com 31 anos, aparece logo ao lado esquerdo do Rei Alberto I, em um terno branco. 
No ano seguinte, em 10 de maio de 1921, Pietro falece, e Pilade ascende como 10º Marquês de San Pellegrinetto e 13º de Caiazzo, aos trinta e dois anos. Até então Pilade só havia tido duas filhas mulheres, Maria Antonieta, conhecida como Nica, nascida em julho de 1917 e Jeni em 1927. Muito embora a juventude de Pilade houvesse sido bastante boêmia como a do avô dele Angiolo, aparecendo em uma foto da família Fregonezzi de 1914, qual guardou uma cópia, e em outra em uma aventura com irmão Enrico, que regularmente vinha visita-lo de São Paulo, sua meia idade foi conturbada e, em termos, triste. Ao entorno dos seus 40 anos, por volta de 1930, Pilade estava sentado em sua cadeira de balanço com um palito na boca, e, no incurso da tragédia, acabou engolindo o palito que perfurou sua garganta. A medicina da época, que ainda era frágil, ajudou no que pôde e ele sobreviveu, mas seu rosto terminou deformado por um inchaço desproporcional na parte baixa do rosto e garganta, que lhe deram um aspecto singular e o acompanharam por toda vida. Como consequência do acidente, ele também perdeu a fala, e passou, pouco a pouco, a se tornar uma pessoa mais emburrada e carrancuda. Poucos anos depois, com a morte de João Emboaba da Costa, Pilade teve de deixar a Fazenda onde cresceu, pois foi vendida pelos descendentes, e teve de se estabelecer em outra fazenda chamada Monte Alegre. Nesta fazenda viveu por um período, onde a família foi forçada a trabalhar no campo. Pilade, que havia perdido a fala e estava praticamente incapaz para o trabalho, não conseguiu sustentar o estilo de vida que teve durante a adolescência, e é neste ínterim que passa a ser considerado nada além de um trabalhador rural comum. Nesta fazenda nascem seus últimos filhos, até que então é realocado para uma Fazenda no final da Avenida Caramuru, localizada no número 232, de onde apenas resta a Fachada quase abandonada nos dias de hoje.  Pouco depois, já na década de 50 e 60, passa a viver, juntamente com a esposa Maria Cella, em um imóvel na Vila Virgínia da filha Maria Aparecida, reconhecida por Tida, uma das mais novas. Relata esta filha, que ainda vive e é a última viva de todos os irmãos, que os tempos que viveram na Fazenda, no entanto, não foram tão difíceis quanto pareciam e que muito embora a lida da roça fosse a parte mais difícil, nutriam bons relacionamentos com os membros da “Colônia”, relembrando inclusive de um aniversário que partilhou com a irmã Olga, que faziam aniversário no mesmo dia e eram tidas como gêmeas muito embora Olga tenha nascido quatro anos depois. 
É nesta casa que Pilade passa seus últimos dias até sua morte em 25 de fevereiro de 1975 aos 85 anos. A esposa dele, Maria Cella, que foi nascida em 04 de abril de 1895, faleceu dez anos depois em 26 de outubro de 1985, aos 90. Ambos foram sepultados no cemitério Bom Pastor, e, sob a coordenação do filho dele Geraldo, foi condecorado pelo município de Ribeirão Preto através da Lei Nº. 11.778 de 07 de outubro de 2008 que, através do Vereador Coraucci Netto, embutiu o nome de Pilade como nomenclatura de logradouro público ou próprio municipal, vindo a se tornar, posteriormente, o nome da Rua homônima que se localiza no Bairro Jardim Progresso. Foram filhos de Pilade: Maria Antonieta, supramencionada nica, nascida em julho de 1917 e falecida em 23 de setembro de 2000, casada que foi com Serafim Busanello, constituiu prole. Geni, supramencionada, nascida em 1919, constituiu prole. Galdina, nascida em 24 de janeiro de 1922, falecida em 11 de agosto de 2003, casada que foi com Saverio Torini em 03 de janeiro de 1942, com prole. Nircina, dita Zinha, nascida em 13 de maio de 1923 e falecida em 20 de maio de 1994, foi portadora de uma desabilidade física, não casou e não constituiu prole. José, nascido em 25 de fevereiro de 1925 e falecido em 30 de novembro de 1981, casado com Francisca Martins, com prole. Neide, nascida em 11 de outubro de 1928 e falecida em 31 de julho de 1976, casada com Henrique Hetzel, com prole. Thereza, dita Therezinha, nascida em 20 de agosto de 1930, falecida em 30 de junho de 1998, casada com Pedro Rosa em 20 de dezembro de 1950, com prole. Geraldo, dito Addo, nascido em 15 de maio de 1932 e falecido em 20 de julho de 2022, casado com Angelina Semprini em 14 de dezembro de 1957, com prestigiosa prole. Maria Aparecida, dita Tida, nascida em 06 de julho de 1933, vivente à época em que se escreve este livro, casada que é com Arthur de Souza, com larga prole. Por fim, Olga, a filha caçula batizada em nome da tia homônima, nascida e batizada em 06 de julho de 1937, registrada no dia 18 do corrente mês, e a quem destinou suceder o pai. 

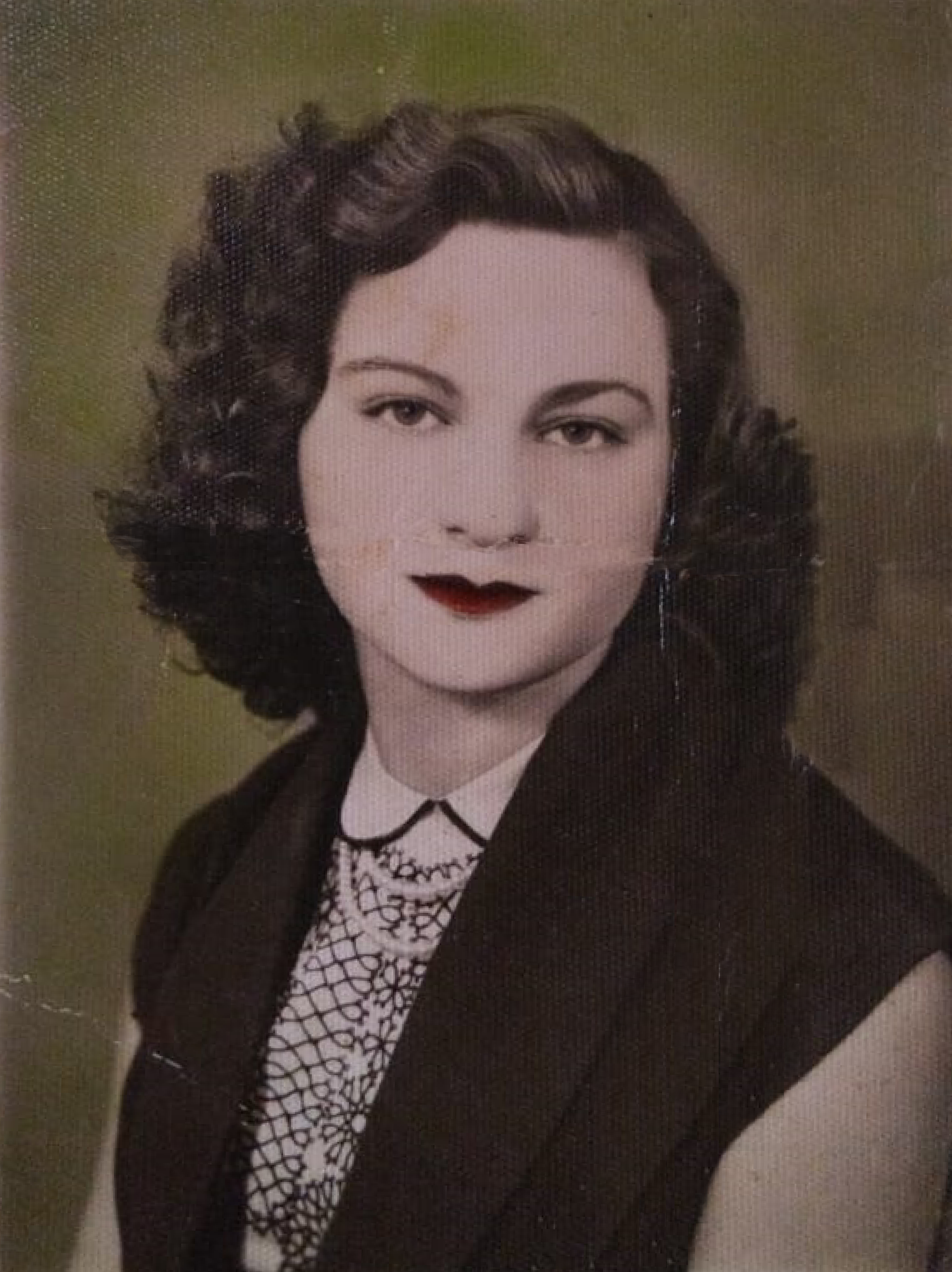
Olga Corsi, a primeira Marquesa de San Pellegrinetto.

Olga sucedeu Pilade porque, ao contrário de todos os outros filhos, foi a única que manteve a cidadania Italiana presente na família. Todos os demais filhos, por mais que tivessem o direito ao reconhecimento de sua ascendência italiana, jamais o fizeram. Com a morte de Pilade, Olga ascendeu como a primeira Marquesa, a 11ª de San Pellegrinetto e a segunda, 14ª de Caiazzo, em toda a história do Marquesado. Olga, ao que se segue o desfortúnio do acidente do pai, quando nasce, já não aproveita do deleite que detiveram no início do século XX. É, portanto, criada na lida da fazenda, e desde pequena destinada a preparar o alimento e a leva-lo aos irmãos que trabalhavam, sempre caminhando por longas jornadas nos trilhos dos trens da ferrovia mogiana, como assim relatou enquanto vivia. Relembrava também das vindas do tio Enrico de São Paulo, e de quando este caiu no Rio Grande e perdeu boa parte dos bens e dinheiro que trazia consigo, e das noites em que ele e o pai dela, Pilade, bebiam juntos, sendo estes um dos poucos momentos em que se via alegre. Olga era doce e risonha, e trabalhou juntamente das irmãs nas Indústrias Reunidas Fábricas Matarazzo na década de 1950. Ela casou com Alfredo Marciano, que houvera sido adotado pela família Damasceno, em 18 de março de 1958 em Ribeirão Preto.  Alfredo, marido de Olga, foi um grande chefe de cozinha, e representou tanto no restaurante do Comercial Futebol Clube, quanto no Hotel Brasil, de onde lhe insurgiram grandes prestígios e puderam adquirir sua casa própria na Rua Paulo de Frontim, ao lado esquerdo do imóvel de esquina numerado 1775, onde hoje em dia reside a filha deles, Miriam. Olga e Alfredo tiveram apenas quatro filhos: o mais velho Almir, nascido em 12 de agosto de 1958, seguido de três mulheres, Shirlene, nascida em 01 de novembro de 1959, casada com Luis Ingisa, de onde insurgem as netas Flavia, Tatiana e Bruna;  Darli, nascida em 10 de fevereiro de 1966 e falecida em 13 de outubro de 2020, casada que foi com o direito de televisão da emissora bandeirantes de São Paulo, Marcelo Pinheiro, que gerou uma única filha chamada Gabriela e a caçula Miriam, nascida em 07 de setembro de 1968, que casou com José Luis e também gerou uma única filha chamada Adrielle. Com a morte de Olga em 15 de novembro de 2012, foi sucedida pelo filho Almir, que se concretizou como 12º Marquês de San Pellegrinetto e 15º Marquês de Caiazzo. 
Almir foi membro atuante no Comercial Futebol Clube ao longo da vida, onde se tornou Membro Consultivo Adjunto, e onde dedicou-se a inserir o filho mais novo que almejava seguir carreira na área.  Ele trabalhou muitos anos como leiturista de água no DAERP de Ribeirão Preto até que, pela própria inteligência, galgou cargos e se formou especialista em hidrômetros, ocasião em que ocupou cargo de chefia na instituição e hoje dota um patrimônio milionário. Os únicos filhos que teve nasceram do primeiro e conturbado matrimônio com Angela Maria Capalbo da família italiana de mesmo nome da cidade de Rossano em Cosenza na região da Calábria, em 12 de março de 1977, sendo estes filhos a primogênita Gislaine, nascida em 07 de julho de 1977 e o filho mais novo Luis Gustavo Marciano em 08 de setembro de 1984. O divórcio que ocorreu pouco em seguida em 13 de dezembro de 1994 se seguiu quase de um imediato novo casamento, ocasião em que Almir tomou como esposa Sueli Cestari e se tornou padrasto da filha dela, Beatriz. As dedicações pelo filho mais novo foram positivas, e Luis Gustavo se tornou um futebolista e posterior treinador,  auxiliar técnico e então técnico de futebol. Gustavo teve uma filha com Juliana Alencar que batizou Pietra em homenagem ao seu trisavô, nascida em 10 de fevereiro de 2010, e, recentemente, um filho homônimo, Gustavo Correia Marciano, que teve com sua esposa Erika Correa, nascido em 04 de junho de 2020. No entanto, já que Gustavo não reivindicou o direito que tem a sua cidadania italiana, quem se destina a herdar os títulos de Almir é a primogênita Gislaine, o que ocasionará mais uma sucessão feminina. 

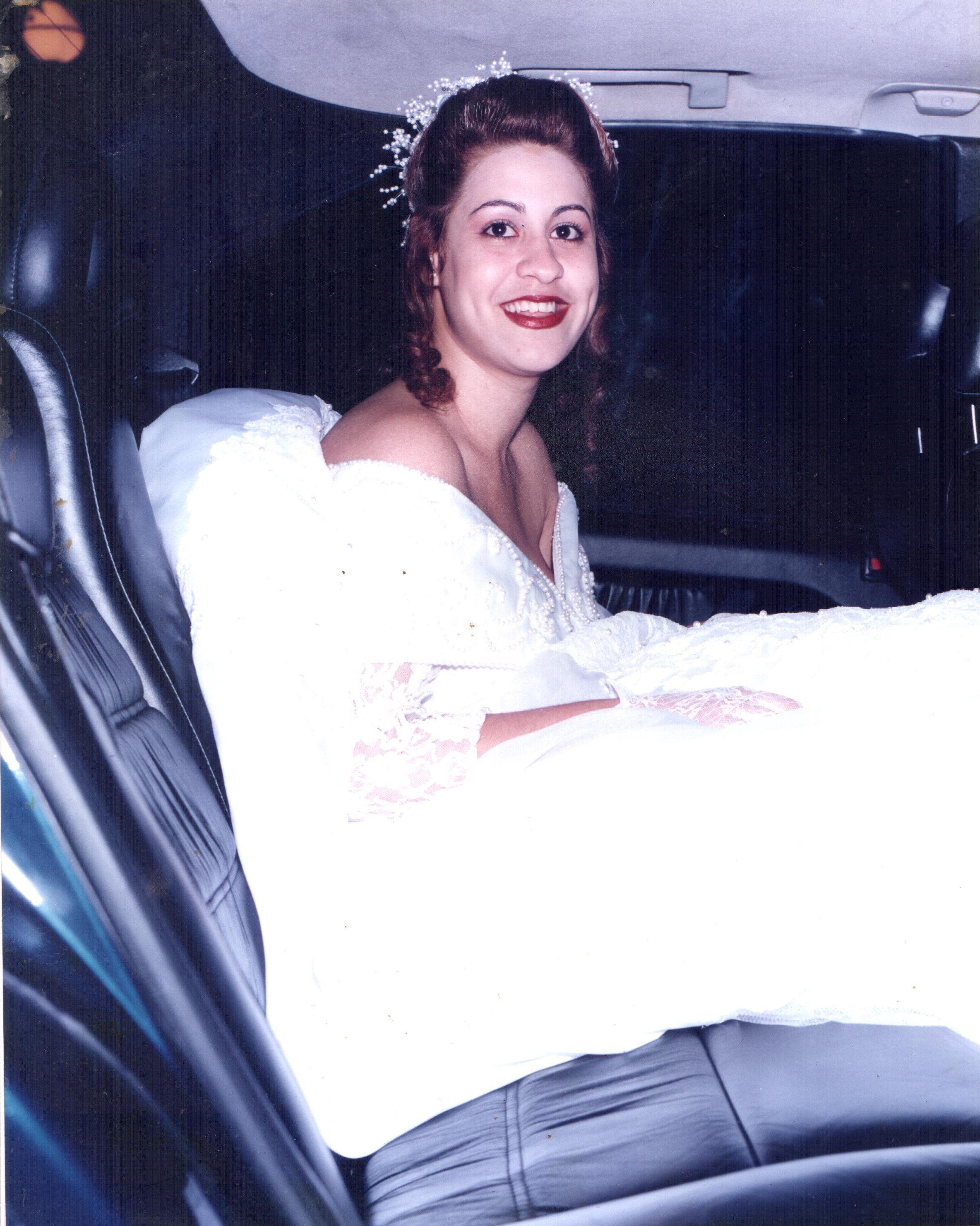
Gislaine Corsi, a segunda Marquesa de San Pellegrinetto.

Eis então um breve prelúdio daquela que se tornará a 13ª Marquesa de San Pellegrinetto e a 16ª de Caiazzo quando o pai falecer.  Descrita como uma mulher de personalidade extremamente forte, Gislaine teve que crescer e amadurecer ainda antes que atingisse a maior idade. Teve o prelúdio de uma brilhante carreira como jogadora de Vôlei profissional e na adolescência jogou por um curto período na década de 1990 pelos times da Cava do Bosque, SESC, RECRA e pelo SESI-RP, dividindo quadra com grandes nomes como a jogadora Hélia, que se popularizou como Fofão. Galgou a conquista de alguns títulos importantes na carreira e jogou o Campeonato Paulista de Voleibol Feminino representando a RECRA, ocasião em que fez parte do time vitorioso de 1991 e 1992, sendo medalhista de ouro por ambas as competições. A carreira como esportista, no entanto, foi interrompida pela ruptura familiar causada  pelo  turbulento divórcio de seus pais em 1994, aos dezessete anos. Enquanto o irmão foi levado pelo pai, que havia constituído um novo matrimônio, Gislaine continuou a viver por um período no imóvel familiar localizado no conjunto de apartamentos B Delboux, em Ribeirão Preto, mas que logo foi perdido pela mãe dela, que passou a desenvolver compulsão por jogatinas e contraiu muitas dívidas com agiotas.  É, ainda na juventude que conhece e se apaixona pelo nobre Roger William Ferreira, descendente por parte paterna da família Arantes e dos nobres florentinos da família Bartoli e Giraldi, de Tomé de Sousa, 1º Vice-Rei do Brasil, e por parte materna do nobre Gonçalo Aires Ferreira, descobridor e responsável por povoar a ilha da madeira, nascido no Paços de Ferreira por volta de 1396, fidalgo da Casa Real de Dom João I, Porteiro-mor de Dom João I, senhor do morgado de cavaleiros e escudeiro do Infante Dom Henrique, cujos ancestrais avançam até o passado remoto no Hedjaz na península Arábica, descendendo do Rei Dario I da Pérsia, de Fernando I de Castela, Carlos Magno, Ramiro II das Asturias, de Addallah ibn Muhammed Sétimo Emir de Córdova, Hugo Capeto, William I, o conquistador da Inglaterra e Afonso Henriques. Gislaine, que também estava destinada a herdar dois marquesados com a morte do pai, firma namoro com Roger por alguns anos e se casam em 07 de setembro de 1996 na cidade de Ribeirão Preto, ele aos 23 e ela aos 20 anos. 
Deste relacionamento nascem na mesma cidade o escritor, genealogista, historiador e advogado Marcos Vinicius Ferreira, dito Vinci Corsi, em 14 de julho de 1997 e o médico Matheus Henrique Ferreira em 07 de março de 2002. Inicialmente, Roger e Gislaine montam uma primeira empresa em conjunto, ainda no final da década de 1990 qual apelidam de Sertec, voltada ao ramo comemorativo das telemensagens e envio de cestas de café da manhã, qual sede se encontrava na Travessa Tuiuti, casa entre o número 53 e a 65, no Bairro República, em Ribeirão Preto. É nesta época, também, que o avô materno de Gislaine, Antônio Capalbo, passa a viver com a família até seu falecimento em 23 de setembro de 1999. A pressão de se estar criando um recém-nascido, auxiliando o avô idoso e já doente e ainda líderar uma empresa com quase 30 funcionários, ao entorno dos não mais que 25 anos de idade, garantiram o solo e a preparação emocional para que Roger e Gislaine amadurecessem muito precocemente. É neste cerne que, ao encerrarem a supramencionada empresa, fundam um Videoclube no início dos anos 2000, voltada ao ramo de locação de videocassetes, também conhecida como, simplesmente, “locadora”. É nesta época que o filho mais novo, Matheus, nasce, e a relação entre a família e a mãe de Roger cresce, visto que o estabelecimento estava localizado a não mais que algumas quadras daquela casa familiar dos Alves Tremura adquirida na década de 1980, na 350 da Rua Guilherme Bertolucci, no bairro Solar Boa Vista. É nesta casa que Roger e Gislaine vivem por um curto período de tempo com a mãe de Roger, Maria Alves Tremura. Isto ocorre pois Roger e Gislaine compram um consórcio de um apartamento e que, ao quitarem, conclusão não se efetiva, precisando brevemente se realocar até que adquirissem outro bem, o que eventualmente acontecesse, com a compra do imóvel 310 na Rua Ronald de Carvalho, no bairro Jardim Maria Goretti, à exatamente duas quadras do imóvel da Marquesa Olga Corsi, que morava no final da Rua Paulo de Frontim, ao lado esquerdo do imóvel de esquina numerado 1775. 
É entre a mudança da casa dos Alves Tremura para o imóvel próprio que encerram o Videoclube, abrindo, anos depois uma Papelaria, que intitularam “Pique-Pega”. Moram brevemente no imóvel adquirido em Paulo de Frontim, mas o vendem, e adquirem um outro, ainda maior, localizada a 383 da Rua Alfonso Guimarães, no Bairro Jardim Piratininga, avaliado em aproximadamente R$ 400.000,00 mil reais e uma grande Chácara no interior da cidade de Jardinópolis. Convém dizer, ainda, que muito embora tenham tentado se desfazer do imóvel da Paulo de Frontim por diversas vezes, sempre tornava às suas mãos, de modo que ficou presente em suas vidas até pelo menos a década de 2020. É no intervalo destas épocas que Roger perde a mãe Maria em 24 de janeiro de 2005 e Gislaine a avó e Marquesa Olga em 15 de novembro de 2012, situação em que se reorganizam, mais uma vez, agora montando uma quarta empresa, voltada ao ramo alimentício de sobremesa Granizado, ou, como popularmente conhecida, Raspadinhas de Gelo, galgando a concessão de duas licenças para o trabalho nas praias da cidade de Bertioga, no litoral paulista. Anos depois acrescentam ao negócio a produção e venda de churros recheado para festas e grandes eventos como formaturas. No final do ano de 2015, o pai de Roger, João Carlos, falece em 25 de agosto, situação em que Roger herda o imóvel familiar que estava na sua família desde o final do século XIX, aquele 826 da Rua Dr. Loiola na Vila Tibério. É, nesta mesma época, que, beneficiado pela dupla cidadania da esposa – que também era italiana –  decide ir embora do país em 2017, rumo a Itália, deixando o imóvel restante sob os cuidados do filho mais velho Marcos Vinícius Ferreira, que era um estudante de direito à época com 20 anos de idade. Já na Itália, Roger e Gislaine galgam espaços e oportunidades, ao passo que se mudam para Londres em 2019 para preparar terreno para o filho mais novo, Matheus, que neste ponto se preparava para cursar Medicina. É nesta mesma época que Marcos se forma no Brasil e, após uma breve atuação como Advogado, decide viver com os pais no exterior e integra como membro da Comissão Aeronáutica do Brasil na Europa pela Ordem de Great James (CABE) em Londres. O filho Matheus Henrique é, enfim, aprovado para cursar Medicina pela University of Hull no final para início de 2022, durante a pandemia de Covid-19, situação em que a família reloca da capital para o interior e o restante é história que se escreve no presente. 

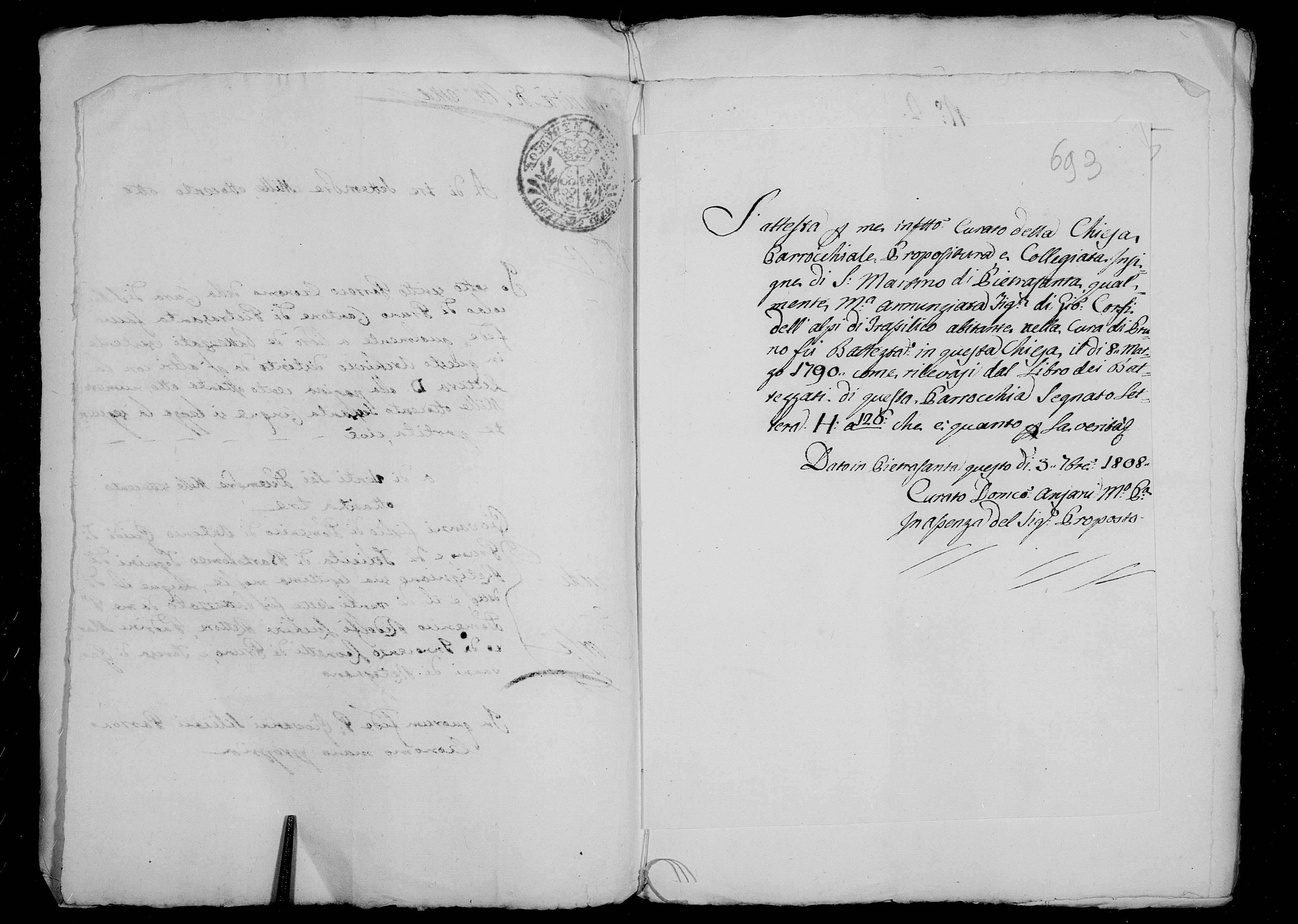
Nascimento de Maria Annunziata mostra San Pellegrinetto como Alpe di Trassilico em 1790.
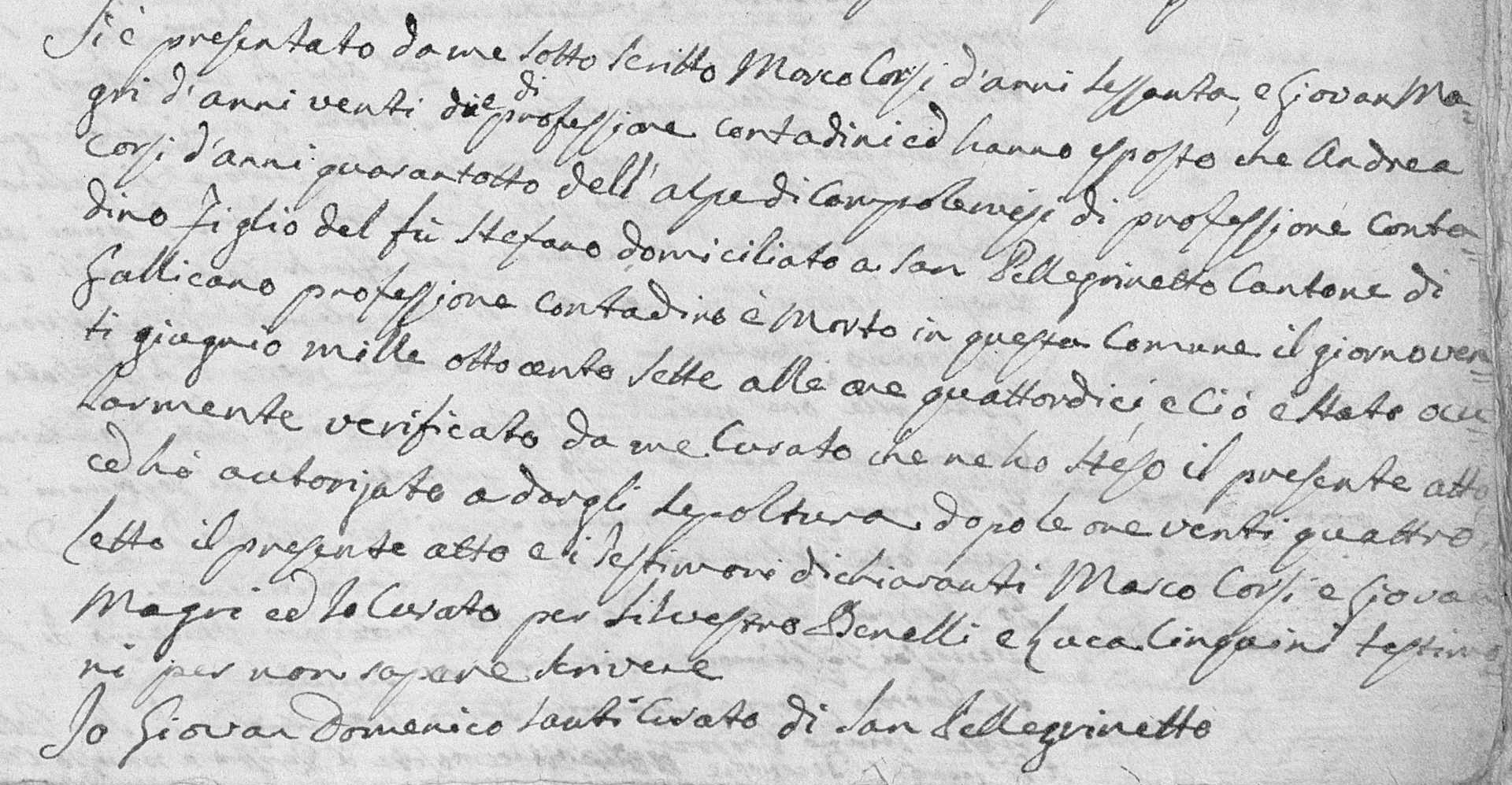
Óbito de Andrea Corsi revela San Pellegrinetto como dependente de Gallicano em 1807.